# Sundbyfoss
Sundbyfoss est une petite ville de la municipalité de Holmestrand, dans le comté de Vestfold, en Norvège.

## Description
Le village est situé au sud-est de Hof. C'est aujourd'hui principalement une zone résidentielle.

### Zone protégée
La Réserve naturelle de Breimyr, créée en 1988, se situe au sud de Sundbyboss.

## Galerie

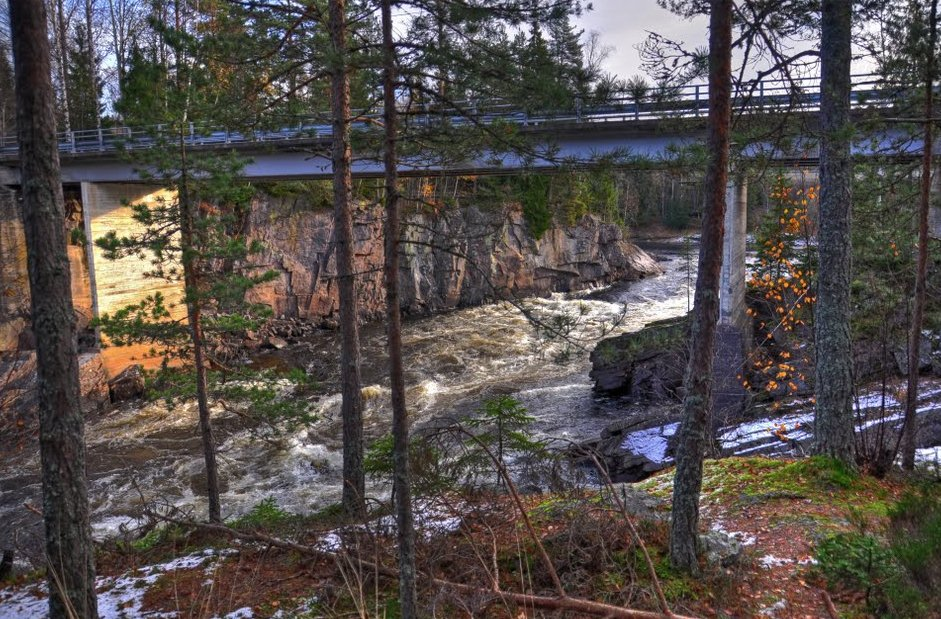
Rivière sundbyelva